# Kazimierz Bobowski (historyk)
Kazimierz Bobowski (ur. 29 marca 1939 w Howiłowie Wielkim, zm. 24 czerwca 2023 w Karpaczu) – polski historyk, specjalizujący się w historii prawa i administracji, historii średniowiecznej, integracji europejskiej, naukach pomocniczych historii, średniowieczu Śląska.

## Życiorys
Absolwent (1962) Instytutu Historycznego Uniwersytetu Wrocławskiego, gdzie pracował w latach 1962–2000. W 1968 obronił pracę doktorską Formularz uroczystych buli papieskich z lat 1143–1154 napisaną pod kierunkiem Karola Maleczyńskiego. W 1985 otrzymał stopień doktora habilitowanego na podstawie pracy Dokumenty i kancelarie książęce na Pomorzu Zachodnim do końca XIII w. (Na tle praktyki kancelaryjnej wszystkich świeckich i kościelnych ośrodków zarządzania i kultury). Stopień profesora uzyskał w 1992. Wykładał również na Wydziale Administracyjno-Prawnym Akademii Polonijnej w Częstochowie, gdzie pełnił funkcję dziekana oraz kierownika Katedry Historii Prawa i Administracji. Obecnie wykładał na trzech uczelniach: Instytucie Turystyki i Rekreacji Państwowej Wyższej Szkoły Techniczno-Ekonomicznej im. ks. Bronisława Markiewicza w Jarosławiu, Wydziale Pedagogiki Wyższej Szkoły Menedżerskiej w Legnicy oraz na Uniwersytecie Zielonogórskim w Instytucie Historii, gdzie był kierownikiem Zakładu Nauk Pomocniczych. Prowadził badania związane z naukami pomocniczymi historii ze szczególnym uwzględnieniem dyplomatyki i paleografii, dziejami zakonu cystersów w średniowieczu, historii Pomorza Zachodniego i Rugii. Był członkiem Towarzystwa Górnołużyckiego (niem. Oberlausitzische Gesellschaft) w Görlitz, Polskiego Towarzystwa Historycznego oraz członkiem Komisji Nauk Pomocniczych Historii i Edytorstwa przy Komitecie Nauk Historycznych PAN.

## Publikacje
- Dokumenty i kancelarie książęce na Pomorzu Zachodnim do końca XII w, Wrocław 1988.
- Dawne pieczęcie na Pomorzu Zachodnim, Szczecin 1989.
- Skryptorium dokumentów klasztoru cystersów w Dargunie do końca XIII w, Wrocław 1991.
- Ewolucja pisma neogotyckiego na Śląsku od początku XVI do połowy XX wieku, Wrocław-Warszawa 1992.

## Filmy dokumentalne
- Londyńskie dni generała Sikorskiego w bazie  filmpolski.pl